# Lista de futebolistas não nascidos no Vietnã convocados para a Seleção Vietnamita
Este artigo traz uma lista com os futebolistas que não nasceram no Vietnã, mas foram convocados para a seleção nacional.
São considerados aptos a defender a Seleção Vietnamita os atletas terem pais ou avós nascidos no país ou que nasceram dentro ou fora do território, mas que foram para o exterior ainda na infância
Um dos pioneiros foi o atacante Từ Như Hiển, nascido na Nova Caledônia e que representou o então Vietnã do Norte entre 1965 e a década de 1970. Como o Vietnã do Norte não era filiado à FIFA nem à AFC, os registros de jogos oficiais não foram oficialmente reconhecidos pelas entidades.
Desde que a seleção reunificada do Vietnã voltou às competições em 1991, os jogadores nascidos no exterior que possuem origem vietnamita (conhecidos como Việt kiều), passaram a ser considerados parte importante da equipe, uma vez que treinavam e atuavam em países com futebol mais desenvolvido. Os goleiros Đặng Văn Lâm (nascido na Rússia e que atuou na Copa AFF de 2018) e Nguyễn Filip (nascido na Chéquia e que foi titular na Copa da Ásia de 2023) são considerados os principais atletas do selecionado. Entre 2008 e 2009, a Federação de Futebol do Vietnã permitiu que jogadores naturalizados e que não tinham origem vietnamita representassem a seleção, mas reverteu a decisão alegando que pretendia "preservar a identidade nacional" na equipe.

## Jogadores que representaram o Vietnã em jogos oficiais
- Atualizado até 5 January 2025

| #. | Nome               | Ano de nascimento | Local de nascimento         | Ancestrais            | Em atividade | Partidas | Gols |
| -- | ------------------ | ----------------- | --------------------------- | --------------------- | ------------ | -------- | ---- |
| 1  | Nguyễn Liêm Thanh  | 1972              | Camboja (Phnom Penh)        | Maternal              | 1995–1999    | 8        | 0    |
| 2  | Phan Văn Santos    | 1977              | Brasil (Rio de Janeiro, RJ) | Nenhum (naturalizado) | 2008–2009    | 2        | 0    |
| 3  | Đinh Hoàng La      | 1979              | Ucrânia (Kiev)              | Nenhum (naturalizado) | 2009         | 1        | 0    |
| 4  | Đinh Hoàng Max     | 1986              | Nigéria (Abuja)             | Nenhum (naturalizado) | 2009         | 1        | 0    |
| 5  | Huỳnh Kesley Alves | 1981              | Brasil (Palmeiras, BA)      | Nenhum (naturalizado) | 2009         | 1        | 0    |
| 6  | Nguyễn Michal      | 1989              | Chéquia (Litvínov)          | Paternal              | 2013         | 2        | 0    |
| 7  | Đặng Văn Lâm       | 1993              | Rússia (Moscou)             | Paternal              | 2015–        | 44       | 0    |
| 8  | Adriano Schmidt    | 1994              | Alemanha (Grimma)           | Paternal              | 2022         | 1        | 0    |
| 9  | Nguyễn Filip       | 1992              | Chéquia (Praga)             | Paternal              | 2024–        | 11       | 0    |
| 10 | Nguyễn Xuân Son    | 1997              | Brasil (Pirapemas, MA)      | Nenhum (naturalizado) | 2024–        | 5        | 7    |

Abaixo os jogadores que foram convocados para a Seleção Vietnamita, mas não jogaram nenhuma partida oficial.
| Nome            | Ano de nascimento | Local de nascimento    | Ancestralidade | Ano em que foi convocado |
| --------------- | ----------------- | ---------------------- | -------------- | ------------------------ |
| Ludovic Casset  | 1978              | França (Sens)          | Maternal       | 2004                     |
| Robert Đặng Văn | 1984              | Eslováquia (Prievidza) | Paternal       | 2015                     |

Abaixo os jogadores nascidos no Vietnã que passaram a maior parte da infância no exterior.
| Nome          | Ano de nascimento | Local de nascimento  | Ancestralidade | Em atividade | Partidas | Gols |
| ------------- | ----------------- | -------------------- | -------------- | ------------ | -------- | ---- |
| Mạc Hồng Quân | 1989              | Vietname (Hải Dương) |                | 2013–2017    | 14       | 3    |

## Naturalizados
| Nome em vietnamita       | Nome original                    | País natal                     | Ano de nascimento | Playing position | Nota   |
| ------------------------ | -------------------------------- | ------------------------------ | ----------------- | ---------------- | ------ |
| Phan Văn Santos          | Fábio dos Santos                 | Brasil                         | 1977              | GK               | [ 9 ]  |
| Đoàn Văn Nirut           | Nirut Surasiang                  | Tailândia                      | 1979              | CB/DM            | [ 10 ] |
| Đoàn Văn Sakda           | Sakda Joemdee                    | Tailândia                      | 1982              | DM               | [ 11 ] |
| Đinh Hoàng Max           | Maxwell Eyerakpo                 | Nigéria                        | 1986              | CM               | [ 11 ] |
| Đinh Hoàng La            | Mykola Lytovka                   | Ucrânia                        | 1979              | GK               | [ 12 ] |
| Huỳnh Kesley Alves       | Kesley Alves                     | Brasil                         | 1981              | ST               | [ 12 ] |
| Nguyễn Rogerio           | Rogerio Machado Pereira          | Brasil                         | 1979              | CM               | [ 13 ] |
| Trần Lê Martin           | Ronald Martin Katsigazi          | Uganda                         | 1980              | CM               | [ 14 ] |
| Phan Lê Isaac            | Isaac Kamu Mylyanga              | Uganda                         | 1984              | DM               | [ 14 ] |
| Lê Tostao                | Fungai Tostao Kwashi             | Zimbabwe                       | 1979              | WF               | [ 15 ] |
| Lý Lâm Wa                | Issawa Singthong                 | Tailândia                      | 1980              | DM               | [ 16 ] |
| Nguyễn Hoàng Helio       | Hélio da Silva Assis             | Brasil                         | 1981              | CB               | [ 15 ] |
| Hoàng Vissai             | Dio Preye                        | Nigéria                        | 1985              | CB               |        |
| Nguyễn Trung Sơn         | Marcos Jefferson Farias Valentim | Brasil                         | 1982              | CM               |        |
| Lê Văn Tân               | Jonathan Quartey                 | Gana                           | 1984              | ST               |        |
| Đoàn Marcelo             | Marcelo Barbieri                 | Brasil                         | 1979              | CB               |        |
| Đặng Amaobi              | Honest Uzowuru Amaobi            | Nigéria                        | 1981              | ST               |        |
| Nguyễn Rodgers           | Wandwasi Rodgers                 | Uganda                         | 1981              | DM               |        |
| Lê Hoàng Phát Thierry    | Thierry Ngale Jiemon             | Camarões                       | 1982              | CB               |        |
| Lê Văn Phú               | Issifu Ansah                     | Gana                           | 1983              | CB               |        |
| Đinh Văn Ta              | Rodrigo Mota Farias              | Brasil                         | 1982              | AM               | [ 17 ] |
| Nguyễn Hằng Tcheuko Minh | Benoît Tcheuko Elmakoua          | Camarões                       | 1983              | DM               | [ 18 ] |
| Nguyễn Quốc Thiện Esele  | Theophilus Esele                 | Nigéria                        | 1984              | GK               |        |
| Hoàng Vũ Samson          | Samson Kayode Olaleye            | Nigéria                        | 1988              | ST               | [ 19 ] |
| Nguyễn Trung Đại Dương   | Suleiman Oladoja Abdullahi       | Nigéria                        | 1986              | ST               |        |
| Đỗ Merlo                 | Gastón Merlo                     | Argentina                      | 1986              | ST               |        |
| Trần Trung Hiếu          | Geoffrey Kizito                  | Uganda                         | 1993              | DM/RB            |        |
| Tshamala Lê Minh         | Tshamala Kabanga                 | República Democrática do Congo | 1984              | ST               |        |
| Nguyễn van Bakel         | Danny van Bakel                  | Países Baixos                  | 1983              | CB               |        |
| Trường An                | Thiago Papel                     | Brasil                         | 1991              | CB               |        |
| Nguyễn Xuân Son          | Rafaelson Bezerra Fernandes      | Brasil                         | 1997              | ST               |        |